# Islam Tlupov
Bản mẫu:Eastern Slavic name
Islam Rezuanovich Tlupov (tiếng Nga: Ислам Резуанович Тлупов; sinh ngày 23 tháng 3 năm 1994) là một tiền đạo bóng đá người Nga. Anh thi đấu cho FC Avangard Kursk.

## Sự nghiệp câu lạc bộ
Anh có màn ra mắt tại Giải bóng đá Quốc gia Nga cho P.F.K. Spartak Nalchik vào ngày 13 tháng 7 năm 2013 trong trận đấu với F.K. Neftekhimik Nizhnekamsk.
Anh thi đấu tại Chung kết Cúp bóng đá Nga 2017-18 cho FC Avangard Kursk vào ngày 9 tháng 5 năm 2018 tại Volgograd Arena với thất bại 2-1 trước đội vô địch F.K. Tosno.